# 헤일로타이
헤일로타이(고대 그리스어: είλώται)는 고대 그리스 스파르타에서 공유 재산으로서 국가에 소속되어 있던 비자유 신분의 명칭이다. 어원은 ‘습지에 사는 사람(έλη)’과 ‘포로가 된 사람’(είλ-)의 두가지 설이 있지만 정확하게 알려져 있지는 않다. ‘헬로트’(helot)라고 하기도 한다.

## 개요
기원전 1500년 무렵부터 펠로폰네소스반도 라코니아 지방에 정착한 아카이아 인은 기원전 1100년 무렵에 스파르타 인에게 정복된 모든 노예 신분을 헤일로타이라고 했다. 또한 기원전 8세기 경 제1차 메세니아 전쟁에서 정복당한 메세니아 주민들도 헤일로타이가 되었다.
헤일로타이는 가족을 가지는 것이 허용된 국유 노예이다. 대대로 노예 신분을 물려받고, 토지에 묶여 농업에 종사했고 주인인 스파르타에게 수확물의 일부를 공납했다.
약 5만명 (시민과 그 가족)의 스파르타 인에 약 10만명의 헤일로타이가 존재했기 때문에 숫자가 적은 스파르타 인은 항상 헤일로타이에 의한 반란에 신경을 곤두세우고 있었다. 실제로 정복된 메세니아인은 기원전 7세기 제2차 메세니아 전쟁과 기원전 5세기 제3차 메세니아 전쟁에 스파르타를 덮친 지진을 틈타 아리스토메네스라는 뛰어난 지도자 아래 대규모 반란을 일으켜 스파르타 사람의 간담을 서늘하게 했다. 그 결과 스파르타 시민 개병의 군국주의 정책을 채택하고 강력한 군대를 유지한 것이다. 기원전 479년, 플라타이아에 출병을 했을 때는 스파르타 1명에 대해 헤일로타이 7명이 장교당번병, 병참병으로 동원되었다. 헤일로타이는 위험한 분견 작전에 즐겨 투입되었고, 대부분의 사람들이 주저없이 버려졌다고 한다.
스파르타는 불만을 가진 헤일로타이에 대한 정기적인 단속(기원전 397년의 키나돈의 모반 등)을 했으며, 또한 군사 교련의 일환으로 젊은 스파르타 인의 크립테이아(Krypteia)라고 칭하는 헤일로타이에 대한 살해 행위를 장려했고, 공포 지배를 철저히 했다. 또한 헤일로타이에 대한 살육을 정당화하기 위해 매년 취임하는 에포로스(민선 장관으로 정원 5명의 행정 장관)가 헤일로타이에게 선전포고를 함으로써 행사가 시작되었다. 펠로폰네소스 전쟁의 중요한 시기였던 기원전 424년에 스파르타는 헤일로타이에게 적을 상대로 무훈을 세운 사람은 노예에서 해방시키겠다고 통보했다. 그래서 가장 유능하고, 자유를 열망하고 있다고 생각된 약 2000명의 헤일로타이가 선별되었다. 이들은 겉으로만 노예에서 해방된 뒤, 모두 제거되었다.

## 같이 보기
- 페리오이코이